# Laktjärnen, Västmanland
Laktjärnen är en sjö i Nora kommun i Västmanland och ingår i Norrströms huvudavrinningsområde. Sjön har en area på 0,0896 kvadratkilometer och ligger 220,1 meter över havet.

## Delavrinningsområde
Laktjärnen ingår i det delavrinningsområde (661858-144675) som SMHI kallar för Mynnar i Lindesbysjön. Medelhöjden är 197 meter över havet och ytan är 5,76 kvadratkilometer. Det finns ett avrinningsområde uppströms, och räknas det in blir den ackumulerade arean 10,43 kvadratkilometer. Yxsjöbäcken som avvattnar avrinningsområdet har biflödesordning 4, vilket innebär att vattnet flödar genom totalt 4 vattendrag innan det når havet efter 241 kilometer. Avrinningsområdet består mestadels av skog (73 procent). Avrinningsområdet har 2,34 kvadratkilometer vattenytor vilket ger det en sjöprocent på 6,3 procent. Bebyggelsen i området täcker en yta av 0,55 kvadratkilometer eller 1 procent av avrinningsområdet.